# Lasipalatsi

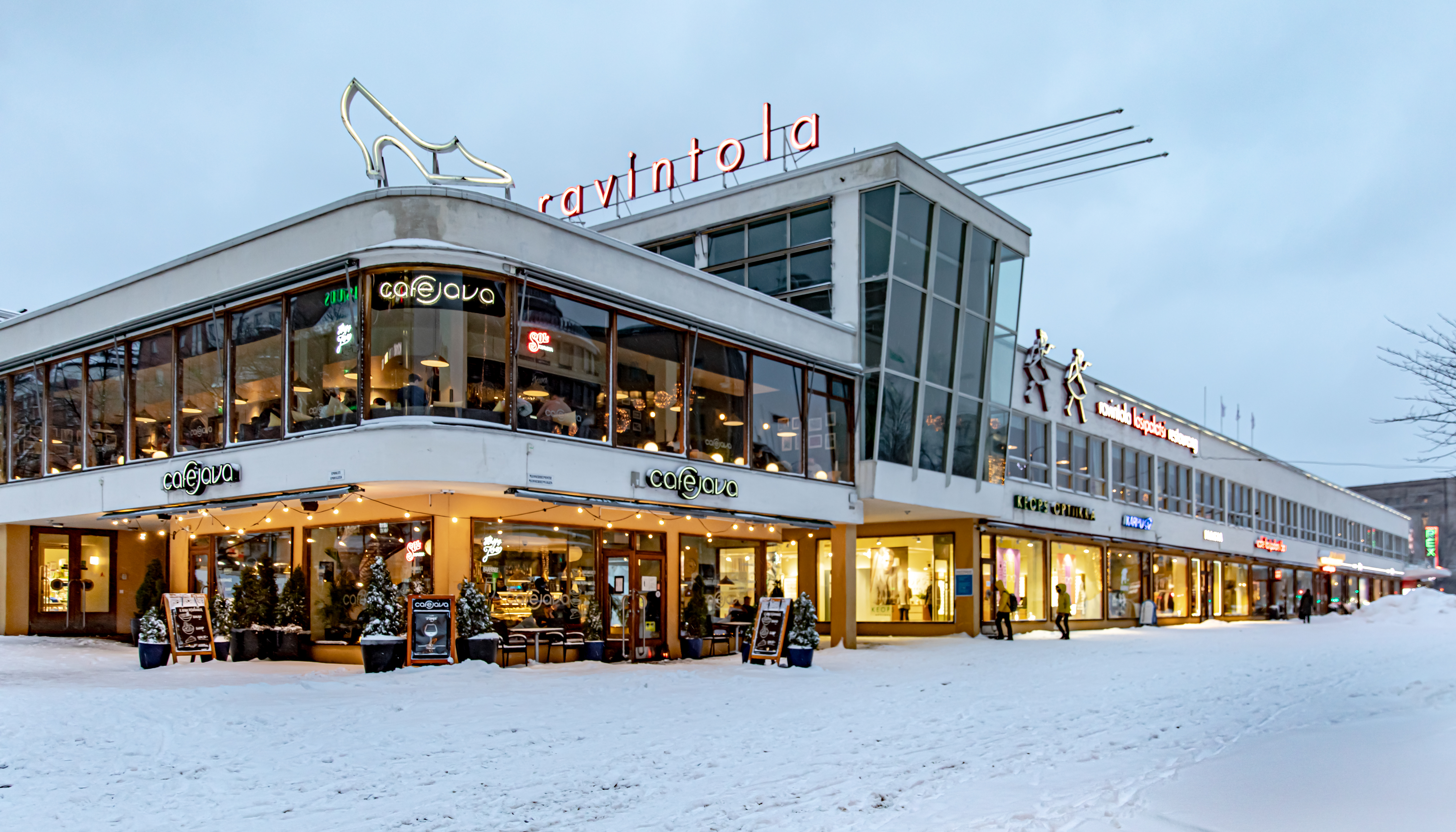
Lasipalatsi

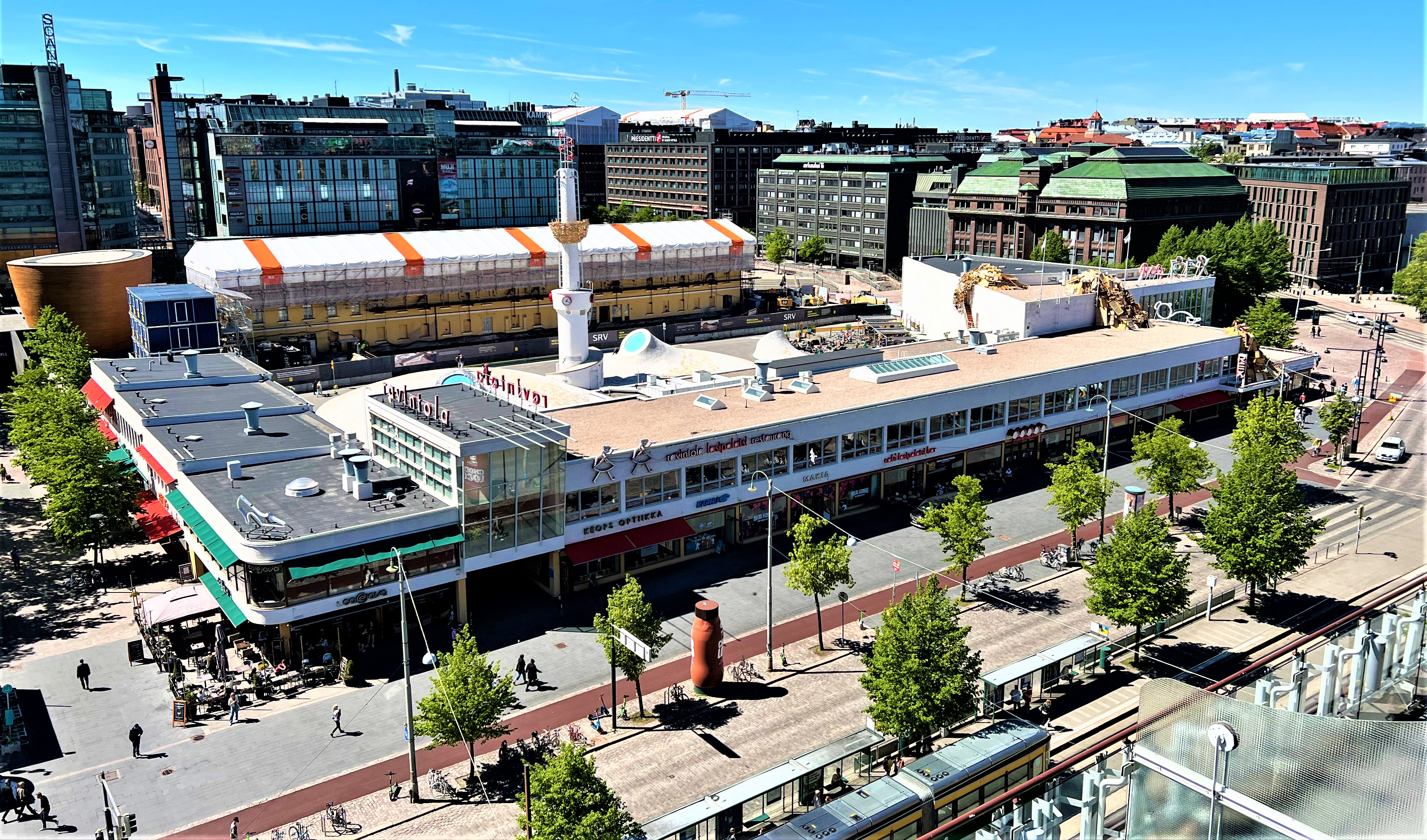
Lasipalatsi

Der Lasipalatsi (deutsch Glaspalast) ist ein funktionalistisches Gebäude an der Hauptstraße Mannerheimintie im Helsinkier Stadtteil Kamppi.

## Anfangszeit
Der Lasipalatsi wurde 1936 von den jungen finnischen Architekten Viljo Revell, Heimo Riihimäki und Niilo Kokko im Zentrum Helsinkis errichtet. Das Gebäude mit seinen Restaurants, Büros und einem Kino war ursprünglich nicht als permanenter Bau vorgesehen. Die populären Geschäfte, allen voran ein Gemischtwarenladen und eine Eisdiele, sowie die Büros der Firma Siemens verhinderten jedoch einen Abriss. Das Kino Bio Rex war zeitweise eines der größten und bedeutendsten Lichtspielhäuser Finnlands.

## Renovierung
In den 1980er Jahren drohte dem Gebäude durch Vernachlässigung der Verfall. Der Lasipalatsi wurde von 1995 bis 1998 unter anderem mit finanziellen Mitteln der Europäischen Union (Gemeinschaftsinitiative URBAN I) aufwendig saniert. Er ist heute ein Medien- und Kulturzentrum mit vielen Cafés. Das Frühstücksfernsehen des öffentlich-rechtlichen Senders YLE wird dort aufgenommen.
Im Obergeschoss befindet sich die Cable Library. Hier kann man mit einem mitgebrachten Laptop kostenlos über Wireless LAN ins Internet, oder aber (mit Voranmeldung) einen der stationären Rechner nutzen. Die Cable Library hat auf Grund ihres innovativen Konzeptes ein Preisgeld der Bill-und-Melinda-Gates-Stiftung erhalten. Sie hat bis auf samstags an jedem Tag der Woche geöffnet. Im Lasipalatsi befindet sich der Eingang zum neu errichteten, unterirdisch gelegenen Amos Rex Museum.